# Páramo de Chili
El páramo de Chilí es un páramo ubicado entre los departamentos de Quindío y Tolima, en Colombia. Está a una altitud promedio de 3800 m. 
Por el páramo de Chilí pasa una carretera entre los municipios de Roncesvalles (Tolima) y Pijao (Quindío). Es un área protegida a nivel nacional desde 1994. El recorrido desde Pijao hasta el páramo de Chilí es de aproximadamente dos horas y media y en él se encuentran distintos atractivos turísticos como la laguna de Las Mellizas.